# Xin Wang
Xin Wang (王欣雨), née le 5 avril 1988 à Tianjin, est une actrice, mannequin, scénariste et productrice chinoise naturalisée française.

## Biographie
Xin Wang a grandi à Tianjin dans le nord-est de la Chine. À 19 ans, elle s'expatrie à Paris et commence une carrière de mannequin pour l’agence Metropolitan avant d’être remarquée par un directeur de casting qui lui propose des rôles pour la télévision. En 2006, elle poursuit des études à l'ESG en management et marketing de luxe. En 2008, elle décroche le rôle féminin principal de la comédie romantique La Fille au fond du verre à saké pour Canal+. Depuis, elle apparaît régulièrement à l’écran en France. En 2012, elle apparaît dans le téléfilm pour Arte, Shanghai Blues de Fred Garson ainsi que le film Win Win de Claudio Tonetti aux côtés de Jean-Luc Bideau. En 2014, la jeune femme crée, co-écrit avec le réalisateur Emmanuel Sapolsky et produit la série Ex-Model,,, librement inspirée de sa vie de mannequin chinoise à Paris, diffusée sur la plateforme de vidéo en ligne chinoise Youku sur laquelle elle a été visionnée plus de 75 millions de fois. La série digitale est la plus diffusée à l'international et remporte de nombreux prix en festival dont Série Mania 2015 au forum des images, à Paris.
Elle enchaîne des rôles au cinéma et à la télévision, notamment l'un des rôles principaux dans The Lack, long-métrage réalisé par Masbedo, présenté à la 71e Mostra de Venise en 2014. En France, elle joue dans Tout, tout de suite, de Richard Berry, et Valentin Valentin de Pascal Thomas en 2015. En 2017, elle tient l'un des rôles féminins principaux du film L'Âme du tigre. En 2020 elle co-créé avec Emmanuel Sapolsky la série Détox, co-produite avec France Télévisions et Noon, et prix des collégiens au Festival des Télévisions de la Rochelle 2021, ainsi que le prix du public au Festival TV de Luchon en 2022.

## Filmographie

### Actrice

#### Cinéma
- 2012 : Win Win de Claudio Tonetti : Ting Ting
- 2013 : The Lack de Masbedo
- 2014 : L'Œil du silence d'Emmanuel Sapolsky : Amelie
- 2014 : Valentin Valentin de Pascal Thomas : Madame Hou
- 2016 : Tout, tout de suite de Richard Berry : Vichara
- 2016 : L'Âme du tigre de François Yang : Lili
- 2017 : Wine Wars (抢红) de Leon Lai

#### Télévision
- 2008 : La Fille au fond du verre à saké (mini-série) d'Emmanuel Sapolsky : Lu Ming Chen
- 2008 : Diane, femme flic (série télévisée), épisode Le Dernier Verre de Manuel Boursinhac : Kimiko
- 2008 : Équipe médicale d'urgence d'Étienne Dhaene
- 2009 : Empreintes criminelles (série télévisée), épisode L'Affaire de l'illusionniste de Christian Bonnet : Jasmin
- 2011 : Trafics (téléfilm) d'Olivier Barma : May-Linh
- 2012 : Shanghai blues, nouveau monde (téléfilm) de Fred Garson : Ni Hao
- 2014 : Ex-Model (曾经想火) (série télévisée) d'Emmanuel Sapolsky : XinXin
- 2016 : Le Sang de la vigne (série télévisée), épisode Crise aiguë dans les Graves de Marc Rivière : Josette
- 2016 : In America de Vincent Primault
- 2020 : Détox (série télévisée) d'Emmanuel Sapolsky
- 2021-en cours : Scènes de ménages (série télévisée) (sur M6) : Anaïs
- 2022 : Lupin (série télévisée) de Podz
- 2024  : Ça, c'est Paris ! de Marc Fitoussi : May-Ling

### Scénariste
- 2014 : Ex-Model (曾经想火) (série télévisée) d'Emmanuel Sapolsky
- 2014 : L'Œil du silence d'Emmanuel Sapolsky
- 2020 : Détox (série télévisée) d'Emmanuel Sapolsky

### Productrice
- 2014 : Ex-Model (曾经想火) (série télévisée) d'Emmanuel Sapolsky
- 2020 : Détox (série télévisée) d'Emmanuel Sapolsky